# Nosferattus discus
Nosferattus discus là một loài nhện trong họ Salticidae.
Loài này thuộc chi Nosferattus. Nosferattus discus được Hipólito Ruiz López & Antonio D. Brescovit miêu tả năm 2005.